# ولادیمیرو د لیگوئورو
ولادیمیرو د لیگوئورو (ایتالیایی: Wladimiro De Liguoro؛ ‏ ۱۱ اکتبر ۱۸۹۳ – ۳۱ اوت ۱۹۶۸) کارگردان و هنرپیشه اهل ایتالیا بود.
از فیلم‌های او می‌توان به دزد دریایی زیبارو اشاره کرد.